# Booth Tarkington
Newton Booth Tarkington (Indianápolis, Estados Unidos, 29 de julio de 1869 - Indianápolis, 19 de mayo de 1946) fue un novelista y dramaturgo estadounidense.
Famoso por sus conceptualizaciones satíricas y algunas veces románticas de las personas del Medio Oeste, representadas en descripciones humorísticas de niñez y adolescencia, cuyas obras representativas son: Penrod (1914), Seventeen (1916) y Gentle Julia (1922).
La trilogía Growth (1927), incluye la obra The Magnificent Ambersons (premio Pulitzer en la categoría de ficción en 1919; película en 1942), que plasma la decadencia de una familia que alguna vez fue prominente y poderosa.
Alice Adams (1921, premio Pulitzer en la categoría de ficción en 1922; filme en 1923 y 1935), un minucioso estudio de la conducta, es quizá su novela más admirable.

## Obras
- The Gentleman from Indiana (1899)
- Monsieur Beaucaire (1900)
- The Two Vanrevels (1902)
- In the Arena: Stories of Political Life (1905)

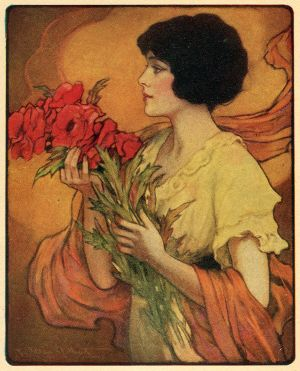
Julia; portada de una publicación de Gentle Julia de Booth Tarkington.

- Beasley's Christmas Party (1909)
- Penrod (1914)
- The Turmoil (1915)
- Penrod and Sam (1916)
- Seventeen (1916)
- The Magnificent Ambersons (1918)
- Alice Adams (1921)

- Gentle Julia (1922)
- The Midlander (1924)
- The Plutocrat (1927)
- Claire Ambler (1928)
- Penrod Jashber (1929)
- Mirthful Haven (1930)
- Mary's Neck (1932)
- The Fighting Littles (1941)
- Presenting Lily Mars (1933)
- Kate Fennigate (1943)

### Ediciones en español
- La edad ingrata. Defausta Editorial. 2016. ISBN 978-84-945029-1-0.

- Alice Adams. Ediciones del Viento. 2007. ISBN 978-84-96964-01-3.

- El cuarto mandamiento. Ediciones Alfaguara. 2005. ISBN 978-84-204-6735-1.

- De la piel del diablo. Miñón. 1986. ISBN 978-84-355-0782-0.

- Edad Florida / titulo original = Seventeen. Traducción: Ariel Bingami. Editorial Acme SACI. 1964.

- Dulce Julia / titulo original = Sweet Julia. Traducción: Eduardo Infante. Libros Plaza. 1957.

- Lily, Actriz y Mujer / título original = Presenting Lily Mars. Traducción: Fernando de Diego. Col. El Elefante Blanco, Ed. Saturnino Calleja, S.A. entre 1944 y 1954.